# Roberto de la Madrid Romandía
Roberto de la Madrid Romandía (Calexico, California; 3 de febrero de 1922-Tijuana, Baja California; 19 de marzo de 2010) fue un político mexicano, miembro del Partido Revolucionario Institucional, fue gobernador del estado de Baja California.

## Biografía
Roberto de la Madrid nació en Calexico, California, sin embargo optó por la nacionalidad mexicana al llegar a la mayoría de edad, estudió Administración de Empresas en la Sweetwater Evening High School de National City, California.

## Carrera
Inició su carrera profesional en la Cámara Nacional de Comercio de Tijuana y en instituciones bancarias como los antiguos Bancos de Baja California y del Pacífico, posteriormente fue distribuidor de PEMEX, Richfiel Oil y Pennzoil en Baja California.

## Campaña Presidencial
Participó en las campañas presidenciales de Adolfo López Mateos y Luis Echeverría Álvarez, y en 1971 fue Coordinador de la Campaña de Milton Castellanos Everardo a la gubernatura de Baja California, ocupando en el gobierno de este último el cargo de Presidente de la Junta Federal de Mejoramiento Moral, Cívico y Materia del Estado, además de estar al frente de la Federación de Ciudades Fronterizas.

## Senador y gobernador
Fue elegido Senador por Baja California para el periodo de 1976 a 1982, sin embargo, a partir del 1 de diciembre de ese mismo año, el presidente José López Portillo, con quien tenía una amistad muy cercana, lo designó director general de la Lotería Nacional para la Asistencia Pública, y en mayo de 1977 al ocurrir la muerte del candidato a Gobernador de Baja California por el PRI, Hermenegildo Cuenca Díaz, fue postulado para el cargo, ganando la elección y ejerciendo la gubernatura a partir del 1 de noviembre de 1977.
Roberto de la Madrid fue conocido nacionalmente por su preferencia por el estilo de vida estadounidense, llegando a decirse de él que hablaba mejor el inglés que el español y siendo conocido popularmente por el sobrenombre de "Bob" de la Madrid.

## Muerte
Murió el 19 de marzo de 2010, víctima de pulmonía.